# Abdallah bin Bayyah
Abdallah bin Bayyah (Timbedra, 1935) è un politico e religioso mauritano.

## Biografia
Figlio dello sceicco Mahfudh ibn Bayyah, un eminente studioso musulmano mauritano, Abdallah ha studiato alla scuola del padre esegesi coranica, diritto islamico e arabo ed ha poi approfondito gli studi religiosi in altri centri della Mauritania. Successivamente è stato mandato a studiare legge in Tunisia ed ha completato la sua formazione giuridica con un tirocinio svolto nelle corti giudiziarie tunisine. Tornato in Mauritania ha esercitato l'attività di giudice, poi si è dedicato alla politica, diventando Ministro dell'educazione e successivamente Ministro della giustizia; in seguito ha esercitato anche la funzione di Vice Primo ministro. Dal 1970 al 1978 è stato componente del comitato permanente del Partito del Popolo Mauritano. In seguito al colpo di stato che ha estromesso il presidente mauritano Moktar Ould Daddah e messo fuorilegge il Partito del Popolo Mauritano, Abdallah ha cessato l'attività politica e ripreso gli studi islamici, diventando uno specialista di tutte le quattro principali scuole del sunnismo, con particolare attenzione per la scuola malikita. Si è poi trasferito in Arabia Saudita, dove è diventato professore di giurisprudenza islamica all'Università Re Abdulaziz a Gedda.  
Bin Bayyah è un seguace della teologia asharita e del sufismo. Oltre all'arabo, parla correntemente il francese ed ha partecipato a numerosi incontri internazionali. È stato vice presidente dell'International Union of Muslim Scholars e membro dell'European Council for Fatwa and Research, un consiglio di religiosi musulmani che mirano a spiegare la legge islamica tenendo conto della realtà dei musulmani europei. Critico verso l'estremismo religioso, bin Bayyah ha sottoscritto il messaggio di Amman e la lettera a Baghdadi, una lettera aperta indirizzata ad Abu Bakr al-Baghdadi contenente il rifiuto teologico della proclamazione dello Stato Islamico e della sua ideologia. Bin Bayyah ha inoltre pubblicato diversi libri.

## Pubblicazioni principali
- The Craft of the Fatwa and minority fiqh, 2005.[2]
- A dialogue about human rights in Islam, 2003.
- Ideological opinions.
- Amaly al-Dalalat (Usul alfiqh), 2003.
- Terrorism: a Diagnosis and Solutions
- The Discourse of Security in Islam and the Culture of Tolerance and Harmony
- Fatwas and Reflections
- A clarification on the various legal opinions pertaining to financial transactions
- The Benefits of Endowments
- Evidence for those suffering from illnesses on the immense Divine award that awaits them
- Aims and their Proof